# AKB48秋元才加・宮澤佐江のうっかりチャンネル
『AKB48秋元才加・宮澤佐江のうっかりチャンネル』（エーケービーフォーティーエイトあきもとさやか・みやざわさえのうっかりチャンネル）は、文化放送で放送されていたトーク番組である。番組内にラジオドラマがあり、一部アニラジ番組に近い表現もある。キャッチコピーは「ボーイズビーアンビシャス」。

## 概要
AKB48チームK所属（放送当時）で、ツインタワーと呼ばれる秋元才加と宮澤佐江がパーソナリティーを務める。2人がアイドルとしてではなく、役者として成長する姿を追う番組である。
毎週行われるラジオドラマ「ダブルヒロイン」では、講談社から発売されている『月刊少年ライバル』とのメディアミックスプロジェクト。ラジオドラマ・コミック共に、原作は広井王子。「ダブルヒロイン」は秋元・宮澤主演で「スーパーLIVEショー ダブルヒロイン」として舞台化され、2011年9月22日・24日 - 26日に品川プリンスホテル・ステラホールにて公演が行われた。
番組内で告知コーナーがある時は、秋元・宮澤のほか、一部は謎のレコメンダーK太郎も告知を読み上げる。
2011年4月からは地方局でも放送されるようになった。同時に、文化放送では直前枠であるプロ野球中継に延長制限が設けられ、災害等の有事がない限りは遅れてでも必ず放送（遅くとも22:10開始）するようになったため、裏送りは原則として発生しない。
この番組の最終目標が「ダブルヒロイン」の舞台化だったこともあり、舞台の千秋楽後、2011年9月29日の放送で終了した。後番組は、秋元・宮澤もメンバーのDiVAがパーソナリティの「ViVADiVA!」（2011年10月6日 - 2013年3月28日）。

## 出演

### 番組パーソナリティー
- AKB48チームK
  - 秋元才加
  - 宮澤佐江

### ゲスト
- 広井王子（2010年10月14日）
- 小林香菜（2010年10月28日・2011年4月14日） - AKB48チームB
- 大堀恵（2010年11月18日・25日） - SDN48
- 野呂佳代（2010年11月18日・25日） - SDN48
- 片山陽加（2010年12月16日・23日） - AKB48チームA
- 倉持明日香（2010年12月16日・23日） - 同上
- 高橋みなみ（2011年1月27日） - 同上。高橋に関する間違いメールが多く、「始末書」の対象になったため、他番組収録で文化放送に来ていた高橋が「今週の始末書」のコーナーに緊急出演した。
- 増田有華（2011年6月16日・7月28日・8月11日） - AKB48チームB
- 梅田彩佳（2011年6月16日・8月4日・11日） - AKB48チームK

※2010年12月16日・23日に放送した公開録音では、アシスタントとして謎のレコメンダーK太郎も登場した。

## ラジオドラマ「ダブルヒロイン」
近未来の東京を舞台にした刑事ドラマ。11月から毎週1コーナーとして放送され、コミックとのメディアミックス展開をする。

### 主な登場人物
- 木下レイチェル - 秋元才加
- 水谷明日香 - 宮澤佐江
- スミコ（車載コンピュータ） - 小林香菜
- 刀部テツロウ（特警四係係長） - 松野太紀
- エマ・ジャクソン（パンドラ７責任者） - 高乃麗
- 北生小次郎（特警壱係所属） - 手塚ヒロミチ
- ごん太（特警鑑識係所属） - 石狩勇気
- ジョージ（ロシア・チプーハ（Чепуха）社関係者） - 藤原啓治
- 丸角ユキ（特警弐係情報戦略局所属） - 菅沼久義

### ラジオドラマ版とコミック版の登場人物の相違点
- 半年前に殉職した木下レイチェルの元相棒について

ラジオドラマ版は先輩刑事（男性）だが、コミック版では警察学校からの同期刑事である戸村ミサ（女性）になっている。

### 舞台
舞台「スーパーLIVEショー ダブルヒロイン」として2011年9月22日から26日まで、品川プリンスホテル ステラボールにて上演された。キャストはラジオドラマ同様、レイチェル役を秋元、明日香役を宮澤が演じた。

## コーナー
木下レイチェルの取り調べ室
ふつおたを紹介し、レイチェル（秋元）が答えるコーナー
水谷明日香の取り調べ室
ふつおたを紹介、明日香（宮澤）が答えるコーナー。
宮澤セクシー作戦
色気のない宮澤に、大人の色気を身につけさせるコーナー。口にするだけでセクシーになれる言葉をリスナーから募集し、宮澤が読み上げ、秋元とスタッフが審査する。広井の番組ではかつて横山智佐がマル天時代にセクシーボイスで妄想ネタを語るコーナーがあった。
即答!効果音の口
効果音を表現するのが得意な宮澤が、リスナーから送られる、表現して欲しい効果音を披露するコーナー。
サリー秋元のカムチャッカ占い
占って欲しいことを募集。エンディング直前でサリー秋元が勝手に占い、フォローなしでエンディングに行く。信じるかはリスナー次第。ちなみにサリー秋元と秋元才加は別人という設定。占いのときは「カームチャーッカーッ」と叫ぶ。
ビリー宮澤の○○占い
靴占いなど、毎回いろんな物で勝手に占うコーナー。また自らをビリーズブートキャンプなどとラッパー風に表現している。ビリーも別人の設定。
ダブルヒロイン大喜利
漫画版「ダブルヒロイン」から与えられたある1コマの空白の吹き出しに、インパクトのあるセリフをつける。お題となる1コマは、番組HPに紹介される。
ミルクココア
「ミルクココア」という名作の作者である秋元が、リスナーの作ったポエムを評価するコーナー

今週の始末書
エンティング後の反省会コーナー（実質的なエンディング）

## ネット局
- 文化放送（制作局） 木曜 21:30-22:00[注釈 3]
- MBSラジオ 木曜 26:00-26:30（2011年4月7日開始）
- 北陸放送・山口放送 土曜 23:00-23:30（2011年4月9日開始）
- 青森放送・IBC岩手放送[注釈 4]・東海ラジオ[注釈 3]　日曜 21:30-22:00（2011年4月10日開始）
- 信越放送 日曜 22:30-23:00（同上）
- 宮崎放送 日曜 23:00-23:30（同上）
- KBCラジオ 日曜 23:30-24:00（同上）[注釈 3]